# 이영주 (시인)
이영주(1974년 ~ )는 대한민국의 시인이다. 1974년 서울특별시에서 태어나 명지대학교 문예창작학과와 같은 대학교대학원 문예창작학과에서 박사 졸업했다.

## 약력
2000년 《문학동네》 신인상 시 부문에 당선되어 시단에 나왔다. 현재 불편 동인으로 활동하고 있다.

## 저서

### 시집
- 《108번째 사내》(문학동네, 2005)
- 《언니에게》(민음사, 2010)
- 《차가운 사탕들》(문학과지성사, 2014)
- 《어떤 사랑도 기록하지 말기를》(문학과지성사, 2019)
- 《여름만 있는 계절에 네가 왔다》(도서출판 아시아, 2020)
- 《You Arrived in the Season of Perennial Summer》 (도서출판 아시아, 2020)

### 기타
- 《노빈손의 예측불허 터키 대모험》(뜨인돌, 2011)